# Фенотип
Фенотип (грч. phainesthai — „појавити се” и typos — „обележје”) је скуп свих особина једне индивидуе или  организма које су настале заједничким деловањем генотипа и услова средине у којима се дати организам развија. Појам фенотипа увео је Johannsen, 1909. године.
Фенотип се осим у ширем смислу може посматрати, слично као и генотип, и у ужем смислу, као једна особина коју одређује неки генотип.
Фенотипске особине се најгрубље могу поделити на:
- квалитативне и
- квантитативне.